# Czartorysko

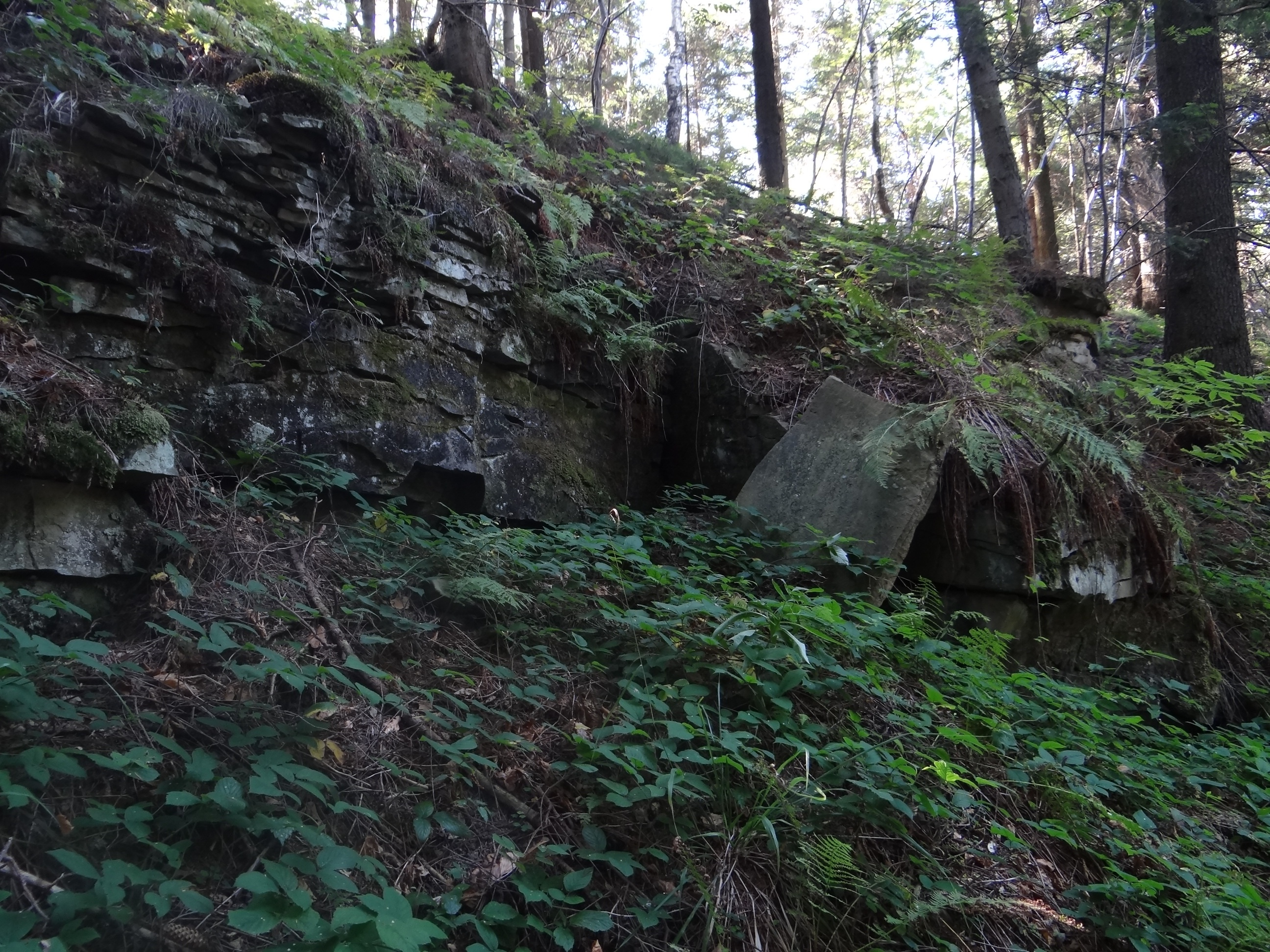
Fragment osuwiska na Czartorysku

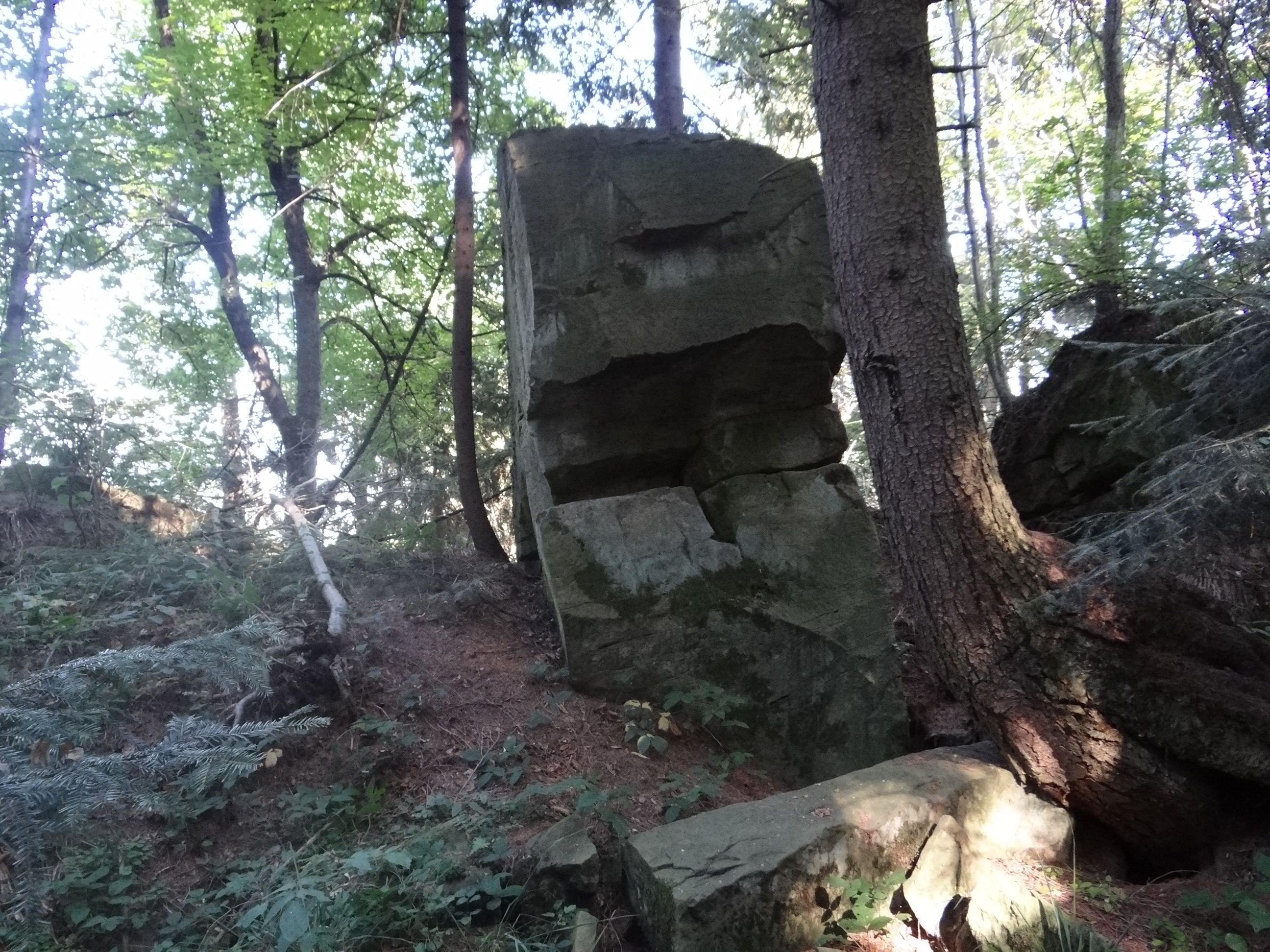
Jeden z bloków skalnych

Czartorysko – rów osuwiskowo-zapadliskowy na północnym stoku Łopienia w Beskidzie Wyspowym. Znajduje się w lesie, na wysokości około 740–770 m n.p.m., na stoku najwyższego wierzchołka zachodniego (961 m), w granicach miejscowości Dobra w powiecie limanowskim, w województwie małopolskim. Powstał on w wyniku osunięcia się skał. Jest tam pełno luźnych głazów, szczelin i dziur.
Miejscowa ludność powstanie tego miejsca wiązała z czartem i stąd pochodzi nazwa Czartorysko. Zaobserwowano lisa, który wszedł do jednej z tych dziur, a wyszedł inną, stąd też powstało przypuszczenie o istnieniu tam jaskiń.
W latach 1995–1997 grotołazi z Klubu Grotołazów Limanowa i Speleoklubu Dębickiego (m.in. A. Kapturkiewicz, B. Bubula, B. Sułkowski, T. Mleczek) spenetrowali Czartorysko, znaleźli i opisali w nim 3 jaskinie i 5 schronisk. Najdłuższa i najbardziej skomplikowana jest Jaskinia Czarci Dół (długość 125 m, głębokość 25 m), pozostałe to Złotopieńska Dziura i Wietrzna Dziura (25 m długości, 10 m deniwelacji). 5 pozostałych to schroniska: Jaskinia z Dwoma Otworami, Trójkątna Studnia, Schronisko pod Grzybem, Podwójna Studnia oraz Schronisko Omszałe. Łączna długość korytarzy w Jaskini z Dwoma Otworami dochodzi do 10 m, głębokość Podwójnej Studni do 5 m. Schroniska prawdopodobnie mogły być wcześniej odwiedzane, gdyż w większości oświetla je dzienne światło i nie ma przy ich przejściu większych trudności (oprócz ciasnoty korytarzy).
Czartorysko jest jednym z dwóch oddzielonych od siebie obszarów Łopienia należących do obszarów ochrony specjalnej Unii Europejskiej pod nazwą Uroczysko Łopień (drugi obszar obejmuje m.in. „Bagna Łopieńskie” i Jaskinię Zbójecką w Łopieniu).